# Ètica mèdica
L'ètica mèdica és la reflexió filosòfica sobre els principis normatius de l'activitat dels professionals de la salut, i dels deures i obligacions que se'n desprenen.
Els escrits de l'il·lustre metge de l'antiguitat, Hipòcrates, van ser uns dels primers documents d'ètica mèdica que influeixen fins avui els principis de l'exercici de la professió mèdica. Per això per molts és considerat com el pare de l'ètica mèdica. Una ètica mèdica consistent contribueix a protegir els professionals contra la ingerència política, el control públic i la burocràcia.

## Deontologia mèdica
La deontologia mèdica és el conjunt de principis, deures i regles ètiques que han de guiar la conducta professional del metge.
Molts països van organitzar per llei un organisme que ha de vetllar el respecte del codi deontològic, que ha adaptar-lo a l'evolució del progrés científic i tècnic i que sovint pot intervenir tot i sancionar quan un metge no respecta el codi. A l'Estat Espanyol aquest paper incumbeix a l'Organització Mèdica Col·legial (OMCE), com a representant dels metges col·legiats. L'OMCE assumeix com un dels seus objectius prioritaris la promoció i el desenvolupament de la deontologia professional i publica un Codi d'Ètica i Dentología Mèdica, que regularment està actualitzat. «Les normes del Codi de Deontologia, que són de compliment obligatori, tenen la funció de regular el comportament professional d’una manera objectiva, amb poc marge per a la interpretació subjectiva.» L'incompliment d'aquests principis constitueix una falta disciplinària tipificada als Estatuts Generals de l'OMCE. Té una comissió de deontologia en cada província del regne.

## Principis fonamentals d'ètica mèdica
- El secret professional
- La beneficència
- L'autonomia
- La justícia
- La no-maleficència (Primum non nocere)